# Гурбрю
Гурбрю (нім. Gurbrü) — громада  в Швейцарії в кантоні Берн, адміністративний округ Берн-Міттельланд.

## Географія
Громада розташована на відстані близько 18 км на захід від Берна.
Гурбрю має площу 1,9 км², з яких на 18,7% дозволяється будівництво (житлове та будівництво доріг), 70,1% використовуються в сільськогосподарських цілях, 11,2% зайнято лісами, 0% не є продуктивними (річки, льодовики або гори).

## Демографія
2019 року в громаді мешкало 264 особи (+5,6% порівняно з 2010 роком), іноземців було 13,6%. Густота населення становила 142 осіб/км².
За віковим діапазоном населення розподілялося таким чином: 20,5% — особи молодші 20 років, 59,1% — особи у віці 20—64 років, 20,5% — особи у віці 65 років та старші. Було 108 помешкань (у середньому 2,4 особи в помешканні).
Із загальної кількості 131 працюючого 83 було зайнятих в первинному секторі, 10 — в обробній промисловості, 38 — в галузі послуг.